# Balin (álbum)
Balin es el primer álbum de estudio como solista del cantante estadounidense Marty Balin, conocido por haber sido miembro fundador de Jefferson Airplane y Jefferson Starship. Fue publicado en mayo de 1981 por el sello EMI America. El álbum incluye los sencillos «Hearts» y «Atlanta Lady (Something About Your Love)», ambos compuestos por Jesse Barish. «Hearts» se convirtió en el mayor éxito de Balin como solista, alcanzando el puesto número 8 en la lista Billboard Hot 100.
El estilo del disco combina elementos del pop rock y del rock orientado a adultos, característicos de los primeros años de la década de 1980. La producción estuvo a cargo de John Hug y fue grabado entre diciembre de 1980 y marzo de 1981 en estudios de California.

## Recepción
El álbum recibió críticas mayormente positivas. Según la reseña de AllMusic, el editor Stephen Thomas Erlewine afirma que Balin fue “indudablemente un éxito” gracias al sencillo «Hearts», y destaca que “todo el disco suena como una recopilación de 1981”, mezclando estilos como baladas suaves y rock radial de la época. También señala que, si bien los fanáticos de Jefferson Starship podrían encontrar desconcertante su eclecticismo, como retrato del sonido popular de principios de los ochenta es “divertidísimo y algo atractivo”.

## Lista de canciones

### Lado A
1. «Hearts» (Jesse Barish) – 4:18
2. «You Left Your Mark on Me» (Terry Turrell, Eric J. Burgeson) – 4:40
3. «Lydia!» (Rick Nowels, Marty Balin) – 3:41
4. «Atlanta Lady (Something About Your Love)» (Jesse Barish) – 3:49

### Lado B
1. «Spotlight» (Terry Turrell, Eric J. Burgeson) – 3:28
2. «I Do Believe in You» (Richard Page, John Lang, Steve George, Jerry Manfredi) – 3:23
3. «Elvis and Marilyn» (Leon Russell, Kim Fowley, Dyan Diamond) – 3:05
4. «Tell Me More» (Obren Bokich, John Whitney) – 3:48
5. «Music Is the Light» (Jesse Barish) – 4:17

## Créditos
- Marty Balin – voz principal, guitarra acústica
- Pete Sears - Teclados y sintetizadores
- Mark Cummings – pianos, sintetizadores, vocoder, coros
- Johnny De Caro – guitarras, coros
- Richard Bassil – bajo, coros
- Billy Lee Lewis – batería, percusión, coros